# Donald G. Truhlar

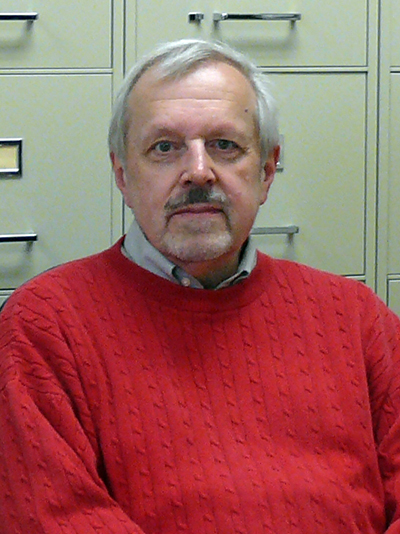
Donald G. Truhlar, 2011

Donald „Don“ Gene Truhlar (* 27. Februar 1944 in Chicago) ist ein US-amerikanischer Chemiker (Theoretische Chemie, Quantenchemie, Physikalische Chemie).
Truhlar studierte am St. Mary´s College in Minnesota mit dem Bachelor-Abschluss (B.A.) 1965 und wurde 1970 am Caltech bei Aron Kuppermann promoviert (Quantum mechanical calculations for rearrangement collisions of electrons, atoms, and molecules). Ab 1969 war er Assistant Professor und ab 1976 Professor für Chemie an der University of Minnesota.
Er ist unter anderem bekannt für Scientific Computing im Bereich Quantenchemie – er war zeitweise Direktor des Minnesota Supercomputer Institute – und entwickelte mit seiner Gruppe die Minnesota Functionals in der Dichtefunktionaltheorie. Er untersuchte chemische Reaktionsdynamik mit quantenmechanischen, halbklassischen und klassischen Methoden, Energie-Transfer-Prozesse und neue Methoden zur Modellierung von Molekülen. Zum Beispiel entwickelte er mit seiner Gruppe eine Variations-Theorie von Übergangszuständen und multidimensionale Tunnelungs-Methoden für die Berechnung von Reaktionsraten, algebraische Variationsmethoden für die quantenmechanische Berechnung von Umlagerungs-Streuung und semiklassische Methoden für photochemische Prozesse unter Einbeziehung von Kohärenz und Dekohärenz. Weiter berechnete er sowohl im Rahmen von Wellenmechanik als auch von Dichtefunktionaltheorie Potentialflächen und Kopplungen für elektronische Strukturberechnungen sowohl in Born-Oppenheimer-Näherung als auch nicht-adiabatisch und er entwickelte effiziente Verbindungen von Elektronenstrukturrechnungen zu direkter Dynamik. Truhlar wandte diese Methoden unter anderem auf Prozesse in der Gasphase, in Clustern, auf Metalloberflächen, in Lösung und in Enzymen an, sowie auf Probleme in der Thermochemie, bei Verbrennung, Photochemie, atmosphärischer Chemie und wässrigen Lösungen, bei Katalyse, in der Biochemie, medizinischen Chemie und in den Neurowissenschaften sowie bei Nanoteilchen.
Truhlar ist Fellow der American Association for the Advancement of Science und der American Physical Society, Mitglied der National Academy of Sciences (2009) und erhielt 2000 den ACS Award for Computers in Chemical and Pharmaceutical Research, 2003 den Minnesota Award und 2006 den Peter Debye Award. 1973 bis 1977 war er Sloan Research Fellow und 1973 Visiting Fellow des Batelle Memorial Institute in Columbus. 2004 erhielt Truhlar den NAS Award for Scientific Reviewing. 2015 wurde er in die American Academy of Arts and Sciences gewählt. Für 2016 wurde ihm der Earle K. Plyler Prize zugesprochen, für 2019 der American Chemical Society Award in Theoretical Chemistry, für 2023 der Joseph O. Hirschfelder Prize.
Er war ab 1984 Mitherausgeber des Journal of the American Chemical Society, 1985 bis 1998 Herausgeber von Theoretica Chimica Acta und ab 1986 von Computer Physics Communications.
Er ist seit 1965 verheiratet und hat zwei Töchter.

## Schriften
- mit R. Schinke: Photodissociation dynamics: spectroscopy and fragmentation of small polyatomic molecules, Cambridge University Press 1995
- mit Barry Simon: Multiparticle quantum scattering with applications to nuclear, atomic, and molecular physics, Springer Verlag 1997
- mit Y. Zhao: The M06 suite of density functionals for main group thermochemistry, thermochemical kinetics, noncovalent interactions, excited states, and transition elements: two new functionals and systematic testing of four M06-class functionals and 12 other functionals, Theoretical Chemistry Accounts, Band 120, 2008, S. 215–241
- mit Y. Zhao: Density functionals with broad applicability in chemistry, Accounts of Chemical Research, Band 41, 1989, S. 157–167
- mit Christopher J. Cramer: Implicit solvation models: equilibria, structure, spectra, and dynamics, Chemical Reviews, Band 99, 1999, S. 2161–2200
- mit Y. Zhao, N. E. Schultz: Design of density functionals by combining the method of constraint satisfaction with parametrization for thermochemistry, thermochemical kinetics, and noncovalent interactions, Journal of Chemical Theory and Computation, Band 2, 2006, S. 364–382
- mit Y. Zhao: Hybrid meta density functional theory methods for thermochemistry, thermochemical kinetics, and noncovalent interactions: the MPW1B95 and MPWB1K models and comparative assessments for hydrogen bonding and van der Waals interactions, The Journal of Physical Chemistry A 108, 2004, S. 6908–6918
- mit A. D. Isaacson, B. C. Garrett: Generalized transition state theory, Theory of chemical reaction dynamics, Band 4, 1985, S. 65–137
- mit B. C. Garrett: Variational transition-state theory, Accounts of Chemical Research, Band 13, 1980, S. 440–448
- mit B. C. Garrett: Variational transition state theory, Annual Review of Physical Chemistry, Band 35, 1984, S. 159–189
- mit M. Garcia-Viloca, J. Gao, Martin Karplus: How enzymes work: analysis by modern rate theory and computer simulations, Science, Band 303, 2004, S. 186–195
- mit C. J. Horowitz: Functional representation of Liu and Siegbahn’s accurate abinitio potential energy calculations for H+ H2, The Journal of Chemical Physics, Band 68, 2008, S. 2466–2476
- mit J. Gao: Quantum mechanical methods for enzyme kinetics, Annual Review of Physical Chemistry, Band 53, 2002, S. 467–505